# Camp technologique
Un camp technologie est un camp d’été axé sur la formation aux nouvelles technologies. Alors que les camps informatiques se focalisaient à l’origine sur le matériel, la mise en réseau et la programmation, les camps technologiques ont évolué vers la fin des années 1990 afin d’englober un plus large éventail de compétences techniques pertinentes pour la génération Internet. 